# Anastasia Olaïri Kosoe
Anastasia Olaïri Olaovejevna Kosoe (Russisch: Анастасия Олаири Олаовеевна Косу) (Koersk, 21 april 2005) is een Russisch basketbalspeelster die uitkomt voor het nationale team van Rusland. Ze is meester in de sport van Rusland.

## Carrière

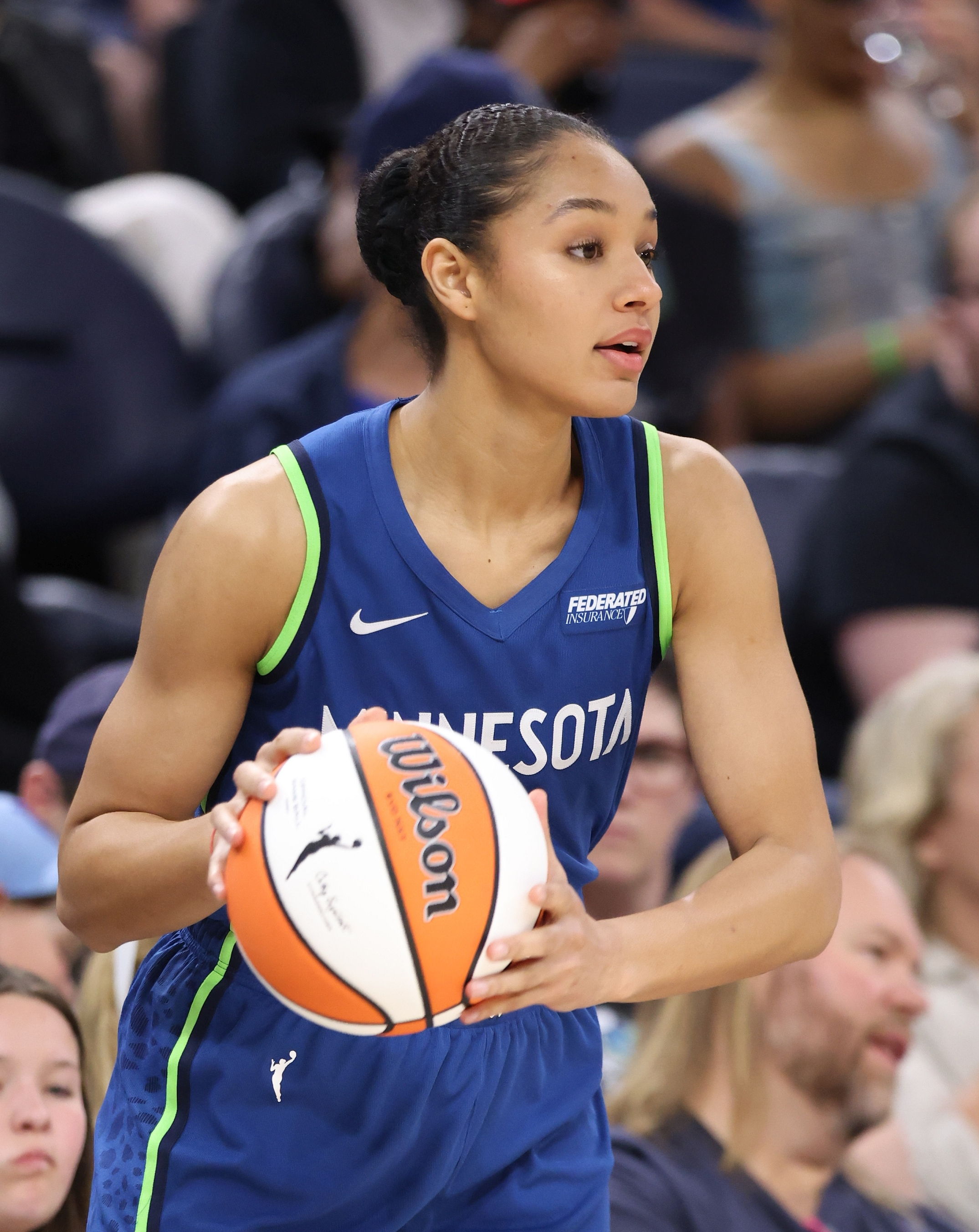
MN Lynx vs Chicago Sky, preseason on May 10th, 2025 at Target Center in Minneapolis, Minnesota.

In 2020 ging Kosoe spelen voor Dinamo Koersk. Met Dinamo werd ze Landskampioen van Rusland in 2022. Ook werd ze met Dinamo Bekerwinnaar van Rusland in 2022. In 2022 ging ze spelen voor UMMC Jekaterinenburg. Met UMMC won ze drie keer het Landskampioenschap van Rusland in 2023, 2024 en 2025. Ook werd ze met UMMC Bekerwinnaar van Rusland in 2024 en 2025. Ze won met UMMC twee keer de RFB Super Cup in 2023 en 2024. In 2025 ging ze spelen in de WNBA voor Minnesota Lynx uit de Verenigde Staten.
Kosoe is winnares van het Europees kampioenschap voor vrouwen onder de 16 jaar in 2019 in Noord-Macedonië, waar ze werd uitgeroepen tot meest waardevolle speelster van het toernooi.

## Privé
Haar ouders ontmoetten elkaar in Spanje. Haar vader speelde professioneel basketbal en haar moeder kwam daar om een opleiding tot Spaans vertaler te volgen. Haar vader stierf toen ze zes jaar oud was. De tweede naam, Olaïri, erfde zij van haar vader, die oorspronkelijk uit Nigeria kwam en Afrikaanse stamhoofden in zijn stamboom had. Olaïri betekent "dochter van het opperhoofd".

## Erelijst
- Landskampioen Rusland: 4
  - Winnaar: 2022, 2023, 2024, 2025
- Bekerwinnaar Rusland: 3
  - Winnaar: 2022, 2024, 2025
  - Runner-up: 2021
- RFB Super Cup: 2
  - Winnaar: 2023, 2024